# Gustavo Venturi
Gustavo Venturi (Rovereto, 4 febbraio 1830 – Trento, 5 giugno 1898) è stato un botanico e avvocato italiano.

## Biografia
Nato a Rovereto, frequentò l'Imperial Regio Ginnasio di Rovereto, al tempo città dell'Impero Austro-ungarico. Dopo essersi laureato in giurisprudenza, si trasferì a Trento dove divenne avvocato. Botanico dilettante, si interessò principalmente ad essi muschi e ai licheni, divenendo uno dei più noti e importanti briologi dei suoi tempi. Fu in contatto con la maggior parte dei botanici della sua epoca e mantenne corrispondenza con Giuseppe De Notaris, Elisabetta Fiorini-Mazzanti, Karl Gustav Limpricht, Caro Massalongo e Carl Friedrich Warnstorf. Dal 1871 a 1899 Venturi pubblicò venti articoli sulla tassonomia del genere Orthotrichum, descrivendo 19 specie, 3 sottospecie e 48 varietà. Contribuì inoltre alle pubblicazioni di Viktor Ferdinando Brotherus, Adalbert Geheeb, Antonio Marchese Bottini e Julius Roell. Il suo trattato sui muschi, Le Muscinee del Trentino, fu pubblicato postumo nel 1899. Il suo erbario è conservato nel MUSE - Museo delle Scienze.
Fu deputato per il Trentino al Parlamento di Vienna, dove si batté inutilmente per ottenere l'autonomia del Trentino.
Fu poeta in lingua ladina (fassano-calzet)

## Opera
- Gustavo Venturi, Le Muscinee del Trentino, di Gustavo Venturi. Trento: a cura del Municipio (Trento: Tipografia G. Zippel), 1899.